# حسنلو (نقده)
حسنلو (نقده)، روستایی از توابع شهرستان نقده در استان آذربایجان غربی ایران است. حسنلو پس از چیانه که به شهر نقده متصل شده و دیگر نمیتوان آن را روستا تلقی کرد و نیز بیگم قلعه سومین روستای  پر جمعیت شهرستان نقده است که مردم آن به زبان ترکی آذربایجانی صحبت می‌کنند و مسلمان شیعه هستند.

## جمعیت
این روستا در دهستان حسنلو قرار دارد و براساس سرشماری مرکز آمار ایران در سال ۱۳۹۵، جمعیت این دهستان برابر با ۱٬۲۷۷ نفر (۳۸۱ خانوار) بوده‌است. 